# Галеб, Мухаммед Мурад
Мухаммед Мурад Галеб (араб. مراد غالب‎, 1 апреля 1922, Каир, Королевство Египет — 18 декабря 2007, Каир) — египетский государственный деятель, Министр иностранных дел Египта в 1972 году. В течение десятилетия был послом Египта в СССР. За вклад в развитие отношений между двумя странами его назвали одним из архитекторов российско-египетской дружбы.

## Биография
Родился в Каире. Окончил медицинский факультет Александрийского университета по специальности врач-педиатр, работал преподавателем Каирского университета, служил в армии. После революции в 1952 году направлен на работу в министерство иностранных дел. В 1953 — 1957 годах работал сотрудником египетского посольства в СССР. С 1956 года — второй секретарь посольства. С 1957 года работал в политической канцелярии президента Египта Гамаля Абдель Насера. В 1958 — 1959 годах начальник политической канцелярии президента Объединённой Арабской Республики. В 1959 — 1960 годах — помощник министра иностранных дел. В 1960 — 1961 годах посол ОАР в Конго (Леопольдвиль). В 1961 — 1971 годах посол в СССР. Свободно владел русским, английским и французским языками. Также был послом в Югославии. Кандидат в члены ЦК АСС. Государственный министр по иностранным делам в сентябре 1971 — январе 1972 года.
Министр иностранных дел Египта с 18 января по 10 сентября 1972 года.
В марте — сентябре 1973 года — министр информации АРЕ. В январе — ноябре 1988 года исполнял обязанности президента Организации солидарности народов Азии и Африки, 28 ноября 1988 года был избран её президентом.
В 2003 году Марад Галеб посетил Россию в качестве наблюдателя на референдуме в Чеченской Республике.